# Ортонормирана база
Ортонормирана база је база e неког векторског простора V чији су вектори  међусобно нормални и јединични.
{\displaystyle {\begin{matrix}e=(e_{1},e_{2},\dots ,e_{n}),&|e_{i}|=1,e_{j}e_{k}=0\;\;\;\;\;\;\;\;\;\;\;\\&i,j,k=1,\dots ,n,\;j\neq k\\\end{matrix}}}
Пример ортонормиране базе је тзв. канонска база.

## Ортонормирање базе
Свака база  неког векторског простора V се може ортогонормирати на базу . Поступак се дели на два дела:
- Ортогонализација вектора базе v тј. формирање нове базе w чији су вектори добијени линеарним комбиновањем вектора из v али су и међусобно нормални.
- Нормирање вектора из w што даје веткоре ортонормиране базе e.

### Ортогонализација
Прво се узме произвољан вектор из v, рецимо . Први вектор из w му може бити једнак, јер нема других вектора на које треба да буде нормалан:
{\displaystyle w_{1}=v_{1}}
У следећем кораку се узима један од још неупотребљених вектора из v, рецимо :
{\displaystyle w_{2}=v_{2}-{\frac {v_{2}w_{1}}{w_{1}w_{1}}}w_{1}}
Следећи вектор узима у обзир још један неупотребљен вектор из v, али треба бити и нормалан на претходна два:
{\displaystyle w_{3}=v_{3}-{\frac {v_{3}w_{1}}{w_{1}w_{1}}}w_{1}-{\frac {v_{3}w_{2}}{w_{2}w_{2}}}w_{2}}
Поступак се понавља док се не употребе сви вектори из v.
{\displaystyle w_{i}=v_{i}-\sum _{j=1}^{i-1}{{\frac {v_{j}w_{j}}{w_{j}w_{j}}}w_{j}}}

### Нормирање
Сви вектори из w се деле са својим интензитетима. Тако се добијају вектори ортонормиране базе e:
{\displaystyle e_{i}={\frac {w_{i}}{|w_{i}|}},\;i=1,\dots ,n}